# António Verdial de Sousa

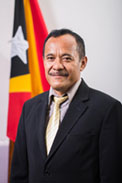
António Verdial de Sousa (2017)

António Verdial de Sousa Gama (* 4. Juli 1963 in Bobonaro, Portugiesisch-Timor) ist ein osttimoresischer Politiker. Er ist Mitglied der Kmanek Haburas Unidade Nasional Timor Oan (KHUNTO).

## Werdegang
Sousa hat einen Bachelortitel in Agrarrecht inne.
Sousa war sowohl in der indonesischen Besatzungszeit als auch im unabhängigen Osttimor Beamter. Von Juli bis November 2007 war er Chef von der Abteilung Relações Publica Documentação e Divulgação informação (Veröffentlichung Dokumentation und Offenlegung Informationen) im  Direção Nacional dos direitos de Cidadania (Nationaldirektorat für Staatsbürgerrechte) und von 2007 bis 2010 Nationaldirektor der Direcção Nacional de Terras, Propriedades e de Serviço Cadastrais (Nationadirektorat für Boden, Eigentum und Katasterwesen). Beide Behörden sind im osttimoresischen Justizministerium angesiedelt.
Bei Gründung der KHUNTO 2011 wurde Sousa Generalsekretär der Partei. Später wurde er von José Agustinho da Silva abgelöst und Sousa erster Vizevorsitzender der KHUNTO. Das Amt hatte Sousa bis März 2020 inne.

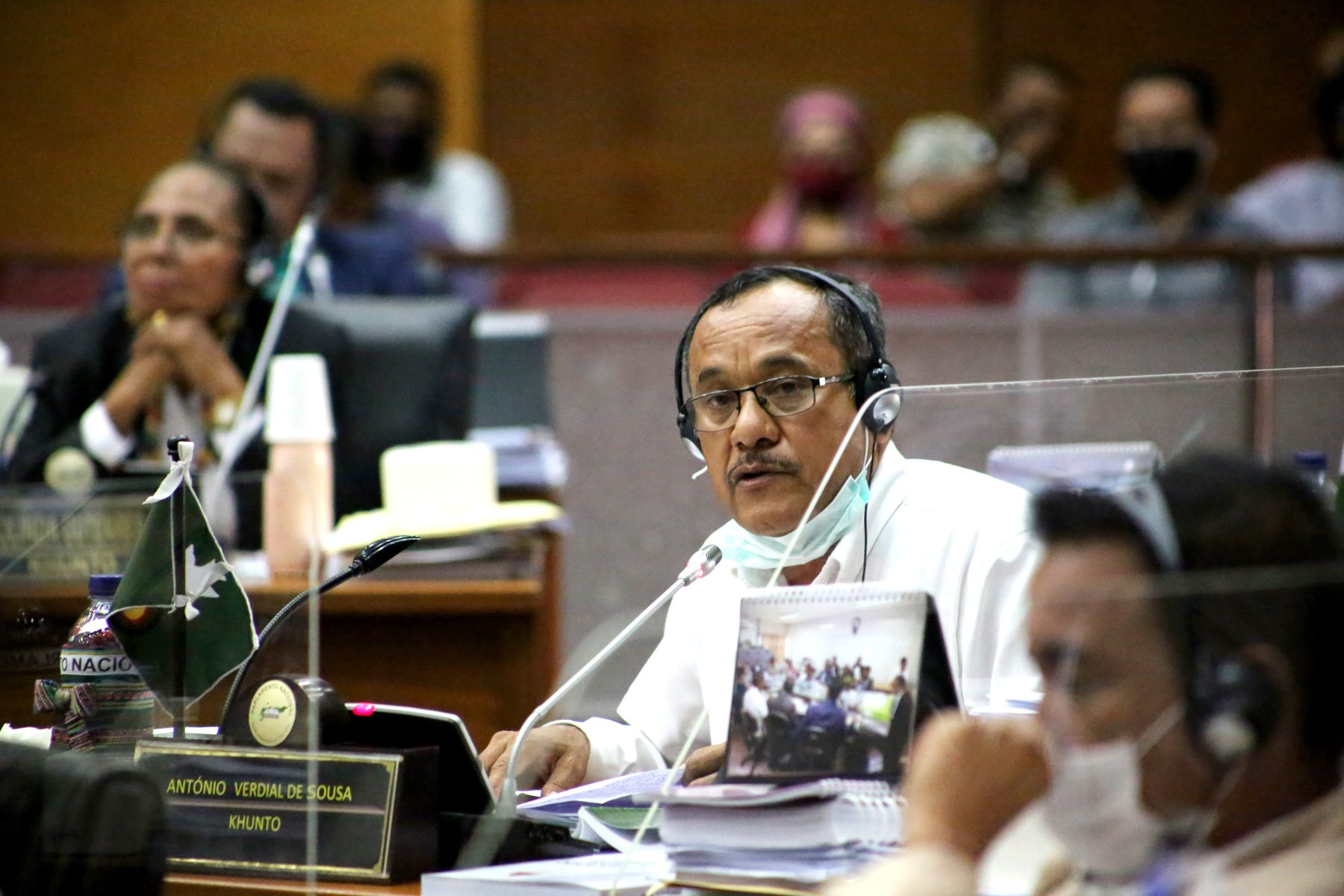
António Verdial de Sousa im Parlament (2020)

2017 trat Sousa bei den Parlamentswahlen am 22. Juli auf Platz 3 der Parteiliste der KHUNTO an und wurde so als Abgeordneter in das Nationalparlament gewählt. Am 6. September wurde er zum stellvertretenden Parlamentspräsidenten gewählt. Außerdem war er Mitglied in der Kommission für Öffentliche Finanzen (Kommission C). Bei den vorgezogenen Neuwahlen 2018 stand Sousa auf Platz 11 der Aliança para Mudança e Progresso (AMP), zu der auch KHUNTO gehört, und kam erneut in das Parlament. Zunächst verzichtete Sousa auf seinen Parlamentssitz, da er für ein Regierungsamt vorgesehen war. Allerdings verweigerte Staatspräsident Francisco Guterres ihm die Ernennung, weswegen Sousa ins Parlament zurückkehrte. Er wurde Mitglied der Kommissionen für Bildung, Gesundheit, soziale Sicherheit und Gleichstellung der Geschlechter (Kommission F) und für Bildung, Jugend, Kultur und Bürgerrechte (Kommission G) und später ihr Präsident.
Bei den Parlamentswahlen 2023 kandidierte Sousa auf Platz 2 der Liste der KHUNTO und zog wieder in das Nationalparlament ein.